# Wallace Shawn
Pour les articles homonymes, voir Shawn.
Wallace Shawn est un acteur et scénariste américain, né le 12 novembre 1943 à New York.

## Biographie
Wallace Michael Shawn est né à New York, où il continue de résider. Il est le fils de William Shawn (en), ancien éditeur du New Yorker, et de Cecile Shawn. Son frère Allen est compositeur.
Il a étudié l'économie et la philosophie à Oxford, initialement avec l'intention de devenir diplomate.
En 1979, il entame sa première collaboration avec le réalisateur Woody Allen qui le fait jouer dans Manhattan. Par la suite, Wallace Shawn tourne à cinq reprises devant la caméra d'Allen, apparaissant dans  Radio Days (1987), Ombres et Brouillard (1992), Le Sortilège du scorpion de jade (2001), Melinda et Melinda (2004) et Rifkin's Festival (2020).
Il a tenu le rôle de Vizzini dans le film Princess Bride.
Il tient également le rôle du Dr John Sturgis dans la série Young Sheldon.

### Vie personnelle
Sa compagne est la rédactrice Deborah Eisenberg.

## Filmographie

### Acteur

#### Cinéma

##### Films
- 1979 : Manhattan de Woody Allen : Jeremiah
- 1979 : Merci d'avoir été ma femme (Starting Over) d'Alan J. Pakula  : Membre de l'atelier
- 1979 : Que le spectacle commence (All That Jazz) de Bob Fosse : Assistant de l'homme de l'assurance
- 1980 : Cheaper to Keep Her de Ken Annakin : Mugger
- 1980 : Simon de Marshall Brickman : Eric Van Dongen
- 1980 : Atlantic City de Louis Malle : Serveur
- 1981 : My Dinner with Andre de Louis Malle : Wally Shawn
- 1982 : A Little Sex de Bruce Paltrow : Oliver
- 1983 : Lovesick de Marshall Brickman : Otto Jaffe
- 1983 : Je ne pense qu'à ça (The First Time) de Charlie Loventhal : Jules Goldfarb
- 1983 : Les envahisseurs sont parmi nous (Strange Invaders) de Michael Laughlin : Earl
- 1983 : Le Coup du siècle (Deal of the Century) de William Friedkin : Harold DeVoto
- 1984 : Crackers de Louis Malle : Turtle
- 1984 : L'Hôtel New Hampshire (The Hotel New Hampshire) de Tony Richardson : Freud
- 1984 : Les Bostoniennes (The Bostonians) de James Ivory : M. Pardon
- 1984 : Micki et Maude (Micki & Maude) de Blake Edwards : Dr. Elliot Fibel
- 1985 : Tutti Frutti (Heaven Help Us) de Michael Dinner : Père Abruzzi
- 1985 : Head Office de Ken Finkleman : Mike Hoover
- 1987 : Faux Témoin (The Bedroom Window) de Curtis Hanson : Avocat de Henderson
- 1987 : Radio Days de Woody Allen : Vengeur masqué
- 1987 : Tout feu, tout flamme (Nice Girls Don't Explode) de Chuck Martinez : Ellen
- 1987 : Prick Up Your Ears de Stephen Frears : John Lahr
- 1987 : Princess Bride (The Princess Bride) de Rob Reiner : Vizzini
- 1988 : Les Modernes (The Moderns) d'Alan Rudolph : Oiseau
- 1989 : Touche pas à ma fille (She's Out of Control) de Stan Dragoti : Dr. Fishbinder
- 1989 : Scenes from the Class Struggle in Beverly Hills de Paul Bartel : Howard
- 1989 : Nous ne sommes pas des anges (We're No Angels) de Neil Jordan : Traducteur
- 1992 : Nickel & Dime de Ben Moses : Everett Willits
- 1992 : Unbecoming Age d'Alfredi et Deborah Ringel : Dr. Block
- 1992 : L'Agent double 00 (The Double 0 Kid) de Dee McLachlan : Cashpot
- 1992 : Ombres et Brouillard (Shadows and Fog) de Woody Allen : Simon Carr
- 1992 : Mom and Dad Save the World de Greg Beeman : Sibor, le beau-frère de Semage
- 1993 : Les Veuves joyeuses (The Cemetary Club) de Bill Duke : Larry
- 1993 : Meteor Man (The Meteor Man) de Robert Townsend : Mr. Little
- 1994 : Mrs Parker et le Cercle vicieux (Mrs. Parker and the Vicious Circle) d'Alan Rudolph : Horatio Byrd
- 1994 : Vanya, 42e Rue (Vanya on 42nd Street) de Louis Malle : Vanya
- 1995 : The Wife de Tom Noonan : Cosmo
- 1995 : Napoléon en Australie (Napoleon) de Mario Andreacchio : Echidna
- 1995 : Kalamazoo de Claudia Silver (court métrage) : Bobby
- 1995 : Canadian Bacon de Michael Moore : Premier Ministre Canadien Clark MacDonald
- 1995 : Clueless de Amy Heckerling : M. Wendell Hall
- 1996 : Kid... napping ! (House Arrest) de Harry Winer : Victor 'Vic' Finley
- 1997 : Bonjour les vacances : Viva Las Vegas (Vegas Vacation) de Stephen Kessler : Marty
- 1997 : Coup de foudre à Hollywood (Just Write) d'Andrew Gallerani : Arthur Blake
- 1997 : Critical Care de Sidney Lumet : Furnaceman
- 1999 : The Diary of the Hurdy-Gurdy Man (A Tekerölantos naplója) de Gabor Dettre
- 1999 : Mon Martien bien-aimé (My Favorite Martian) de Donald Petrie : Coleye
- 2000 : Manigance (The Prime Gig) de Gregory Mosher : Gene
- 2001 : Le Sortilège du scorpion de jade (The Curse of the Jade Scorpion) de Woody Allen : George Bond
- 2002 : Love Thy Neighbor de Nick Gregory : Docteur
- 2002 : Personal Velocity: Three Portraits de Rebecca Miller : M. Gelb
- 2003 : Un duplex pour trois (Duplex) de Danny DeVito : Herman
- 2003 : Le Manoir hanté et les 999 Fantômes (The Haunted Mansion) de Justin Simien : Ezra
- 2004 : Melinda et Melinda (Melinda and Melinda) de Woody Allen : Sy
- 2006 : Southland Tales de Richard Kelly : Baron Von Westphalen
- 2010 : Comme chiens et chats : La Revanche de Kitty Galore (Cats and Dogs: The Revenge of Kitty Galore) de Brad Peyton : Calico (voix)
- 2010 : La forêt contre-attaque (Furry Vengeance) de Roger Kumble : Dr. Christian Burr
- 2011 : The Speed of Thought, d' Evan Oppenheimer
- 2012 : Le Quatuor (A Late Quartet) de Yaron Zilberman : Gideon Rosen
- 2013 : Admission de Paul Weitz : Clarence
- 2013 : The Double de Richard Ayoade : Mr Papadopoulos
- 2013 : A Master Builder de Jonathan Demme : Halvard Solness
- 2014 : Don Peyote de Dan Fogler et Michael Canzoniero : Dr. Fieldman
- 2015 : Maggie a un plan (Maggie's Plan) de Rebecca Miller : Kliegler
- 2018 : Le Book Club (Book Club) de Bill Holderman : Dr. Derek
- 2020 : Rifkin's Festival de Woody Allen : Mort Rifkin

##### Animation
- 1995 : Dingo et Max (A Goofy Movie) : le principal Mazur
- 1995 : Toy Story : Rex
- 1996 : Tous les chiens vont au paradis II (All Dogs Go to Heaven 2) : Labrador MC
- 1997 : Dany, le chat superstar (Cats Don't Dance) : Rex
- 1998 : The Jungle Book: Mowgli's Story (vidéo) : Tarzan le Chimpanzé (vidéo)
- 1999 : Toy Story 2 : Rex
- 2000 : Buzz l'Éclair, le film : Le Début des aventures : Rex (vidéo)
- 2001 : Atlantide, l'empire perdu (Atlantis: The Lost Empire) : Porteur atlante
- 2001 : Monstres et Cie (Monsters, Inc.) : Rex
- 2004 : Les Indestructibles (The Incredibles) : Gilbert Huph
- 2004 : Teacher's Pet : le principal Crosby Strickler
- 2005 : Chicken Little : le principal Fetchit
- 2006 : Cars : Lee Revkins
- 2006 : Air Buddies de Robert Vince : Billy
- 2006 : Cendrillon et le Prince (pas trop) charmant (Happily N'Ever After) : Munk
- 2008 : Scooby-Doo et la Créature des ténèbres (Scooby-Doo and the Goblin King) : Monsieur Gibbles (vidéo)
- 2010 : Toy Story 3 : Rex
- 2010 : Comme chiens et chats : La Revanche de Kitty Galore (Cats and Dogs: The Revenge of Kitty Galore) : Calico
- 2011 : Vacances à Hawaï (Hawaiian Vacation) : Rex (court métrage)
- 2011 : Mini Buzz (Small Fry) : Rex (court métrage)
- 2012 : Rex, le roi de la fête (Partysaurus Rex) : Rex (court métrage)
- 2013 : Toy Story : Angoisse au motel (Toy Story of Terror!) : Rex (court métrage)
- 2014 : Toy Story : Hors du temps (Toy Story That Time Forgot) : Rex (court métrage)
- 2019 : Toy Story 4 : Rex

#### Télévision

##### Séries télévisées
- 1981 : La Vie avant tout (Strong Medicine) de Richard Foreman : un invité à la fête d'anniversaire
- 1983 : How to Be a Perfect Person In Just Three Days : Professeur Silverfish
- 1983 : Saigon: Year of the Cat : Frank Judd
- 1993 - 1999 : Star Trek: Deep Space Nine : Grand Nagus Zek (7 épisodes)
- 1994 : Une nounou d'enfer : Charles Haist (saison 2 épisode 8)
- 1995 : Un papa de rechange (Just Like Dad) : Stan Speigel (Père de Charlie)
- 1996-1997 : Clueless : M. Hall
- 1998 : Blind Men
- 1998 : The Lionhearts (voix)
- 1998 : La Nouvelle arche (Noah) : Zack
- 2000 : Scott, premier de la classe (en) : Principal Crosby Strickler (voix)
- 2001 : Preuve à l'appui (saison 1, épisode 7, 17, 23, saison 2, épisode 7, 17, 18, saison 4, épisode 3, saison 5, épisode 14) : Dr Howard Stiles
- 2001 : Blonde : I.E. Shinn
- 2002 : Sun Gods : Spaulding
- 2002 : Le Fils du Père Noël (Mr. St. Nick) : Mimir
- 2003 : Monte Walsh (en) (TV) : Colonel Wilson
- 2004 : Karroll's Christmas : Zeb Rosecog
- 2004 : Sex and the City (saison 6, épisode 18) : Martin Grable
- 2005 : Stargate SG-1 : Arlos
- 2005 : Desperate Housewives (saison 2, épisode 5) : Lonnie Moon
- 2008 : The L Word (série télévisée, 5 épisodes) : William Halsey
- 2008 : Gossip Girl : Cyrus Rose
- 2011 - 2012 : Eureka : Dr Warren Hughes
- 2013 : The Good Wife (saison 4, épisode 16) : Charles Lester, avocat
- 2014 : Mozart in the Jungle (série télévisée) : Winslow Eliott
- 2017 :  Mr. Robot : M. Williams (saison 3, épisode 3)
- depuis 2017 : The Good Fight  Mr lester (3 épisodes - en cours
- depuis 2018 : Young Sheldon : Dr John Sturges
- 2018 : New York, unité spéciale :  Benjamin Edelman (saison 20, épisode 10)
- 2019 : Evil : Père Franck Ignace (saison 3,et 4)
- 2021 : Gossip Girl : Cyrus Rose (saison 1, épisode 10)

##### Série d'animation
- 1998 : Hey Arnold! : Rocheux (saison 3, épisode 55)
- depuis 2001 : Family Guy : Bertram (3 épisodes - en cours)
- 2003 : Mona the Vampire : Le magicien noir (saison 4, épisode 58)
- 2014 : BoJack Horseman : lui-même (saison 1, épisode 10)
- 2017 : Trollhunters: Tales of Arcadia : Unkar (2 épisodes)
- 2019 : Forky Asks a Question : Rex (saison 1, épisode 4)
- 2019 : Les Simpson : Wallace the Hernia (saison 30, épisode 16 - I Want You (She's So Heavy)

#### Documentaires (lui-même)
- 2007 : Strange Culture de Lynn Hershman Leeson : lui-même
- 2009 : Capitalism: A Love Story de Michael Moore : lui-même
- 2019 : Noam Chomsky: Internationalism or Extinction de Patrick Jerome : lui-même

### Scénariste
- 1981 : My Dinner with Andre de Louis Malle
- 2004 : Marie and Bruce de Tom Cairns

## Ludographie
- 1995 : Toy Story : Rex[2]
- 1996 : Disney's Toy Story Activity Center : Rex[2]
- 1996 : Disney's Animated Storybook: Toy Story : Rex[2]
- 2000 : Disney Buz_: 2nd Grade : Rex[2]
- 2006 : Family Guy Video Game! : Bertram[2]
- 2009 : Toy Story Mania! : Rex[2]
- 2010 : Toy Story 3 : Rex[2]
- 2012 : Family Guy: Back to the Multiverse : Bertram[2]
- 2013 : Disney Infinity : Rex[2]
- 2015 : King's Quest : Manny[2]
- 2016 : Disney Magic Kingdoms : Rex[2]
- 2018 : Lego The Incredibles : Gilbert Huph[2]
- 2019 : Kingdom Hearts III : Rex[2]

## Voix francophones
En version française, Wallace Shawn est doublé par plusieurs comédiens durant les années 1970, 1980 et 1990. Ainsi, il est doublé par  Jacques Ebner dans Que le spectacle commence, Sylvain Clément dans Crackers, Edmond Bernard dans Tutti Frutti, Jean-Claude Montalban dans Princess Bride, Vincent Violette dans Ombres et Brouillard,  Hubert Drac dans Mon Martien bien-aimé et Mario Pecqueur dans Star Trek: Deep Space Nine. 
Depuis le début des années 2000, Patrice Dozier est sa voix régulière, le doublant près d'une vingtaine de fois, notamment dans Preuve à l'appui, Southland Tales, The L Word, Damages, Eureka, les séries Gossip Girl, The Good Wife et son spin-off ou encore Young Sheldon. 
En parallèle, Gilbert Lévy le double de manière occasionnelle depuis le milieu des années 2010, dans Life in Pieces, Graves ou encore Le Book Club. Enfin, Daniel Lafourcade le double à deux reprises dans  Le Manoir hanté et les 999 fantômes et Nola Darling n'en fait qu'à sa tête tandis qu'il est doublé à titre exceptionnel par Daniel Kenigsberg dans Un duplex pour trois, Michel Fortin dans Melinda et Melinda, Michel de Warzée dans The Double, Michel Hinderyckx dans Mozart in the Jungle et Michel Laroussi dans Mr. Robot.